# Eths
Eths – francuska grupa muzyczna, tworząca szeroko pojętą muzykę heavymetalową. 
Zespół powstał w 1999 roku. Charakterystyczną cechą tej grupy jest głos Candice - wokalistki zespołu, która wykonuje growl. W utworach przeważają ciężkie brzmienia gitar elektrycznych oraz perkusji. Piosenki wykonywane są w języku francuskim. Teksty inspirowane są trudnym dzieciństwem Candice. Zespół jest szczególnie popularny we Francji, Portugalii oraz Szwajcarii.

## Dyskografia
- Autopsie (2000)
- Samantha (2002)
- Sôma (2004)
- Tératologie (2007)
- III (2012)